# Tsutsumi Fusaki
Tsutsumi Fusaki (Kōfu, 3 marzo 1890 – 29 luglio 1959) è stato un generale giapponese durante la Seconda guerra mondiale.

## Biografia
Fusaki nacque nella città di Kōfu, nella Prefettura di Yamanashi. Si graduò all'accademia militare nel 1922. Prese parte all'Invasione giapponese della Manciuria come capo dello staff della 10ª divisione di fanteria dell'Esercito imperiale giapponese nel 1931, con cui arrivò nella città di Jiamusi, dopodiché partì dalla metropoli manciù per andare a comandare il gruppo di fanteria. Nell'ottobre 1943, arrivò nelle Isole Curili per comandare la prima guarnigione delle isole. Nell'aprile 1944, formò la 91ª divisione di fanteria dell'Esercito imperiale giapponese di cui divenne comandante. Comandò la difesa delle isole Curili a nord durante l'invasione sovietica delle isole. Il 23 agosto 1945, siglò i termine per la resa delle forze sotto il suo comando.